# María Jesús Alegre Etayo
María Jesús Alegre Etayo (Madrid, 17 de desembre de 1957), també coneguda com a Chus Alegre, és una exgimnasta rítmica espanyola. Va assolir entre altres medalles el bronze a la general del Campionat del Món de Madrid el 1975, la primera medalla en una competició internacional per a la selecció nacional espanyola i l'única en la general individual d'un Mundial fins a la data. Va assolir tres medalles més en aquest Mundial i va ser a més campiona d'Espanya absoluta el 1976 i 1977.

## Biografia esportiva

### Etapa en la selecció nacional
Després de practicar ballet es va iniciar en la gimnàstica rítmica al Club Cuartel de la Montaña de Madrid. Aquest i el Club Moscardón eren els dos únics clubs de gimnàstica madrilenys que hi havia llavors. Posteriorment, Alegre va formar part de la primera selecció nacional de gimnàstica rítmica d'Espanya, creada per la Reial Federació Espanyola de Gimnàstica el 1974. La seleccionadora de l'equip era la búlgara Ivanka Tchakarova, que comptava amb l'ajuda com a entrenadora de Carmen Algora. En un primer moment van entrenar al gimnàs de la Delegació Nacional d'Esports, on no hi havia moqueta, i posteriorment van passar al Gimnàs Moscardón de Madrid. També van realitzar diverses concentracions abans de les competicions, com les que van tenir a Pontevedra, Sofia i Varna. El 1974 va participar en la trobada Espanya-Itàlia a Madrid, la seva primera competició internacional.
A finals d'abril de 1975, va disputar el I Campionat d'Espanya de Gimnàstica Rítmica, celebrat a Madrid. En el mateix va quedar subcampiona d'Espanya en la general, per darrere de Begoña Blasco i empatada amb Àfrica Blesa. En les finals per aparells va ser or en cèrcol, bronze en maces, or en cinta, i novament or en corda. Al maig de 1975 va participar amb Blasco i Blesa en el torneig de Corbeil-Essonnes i la Copa Stoudenska Tribouna de Sofia.

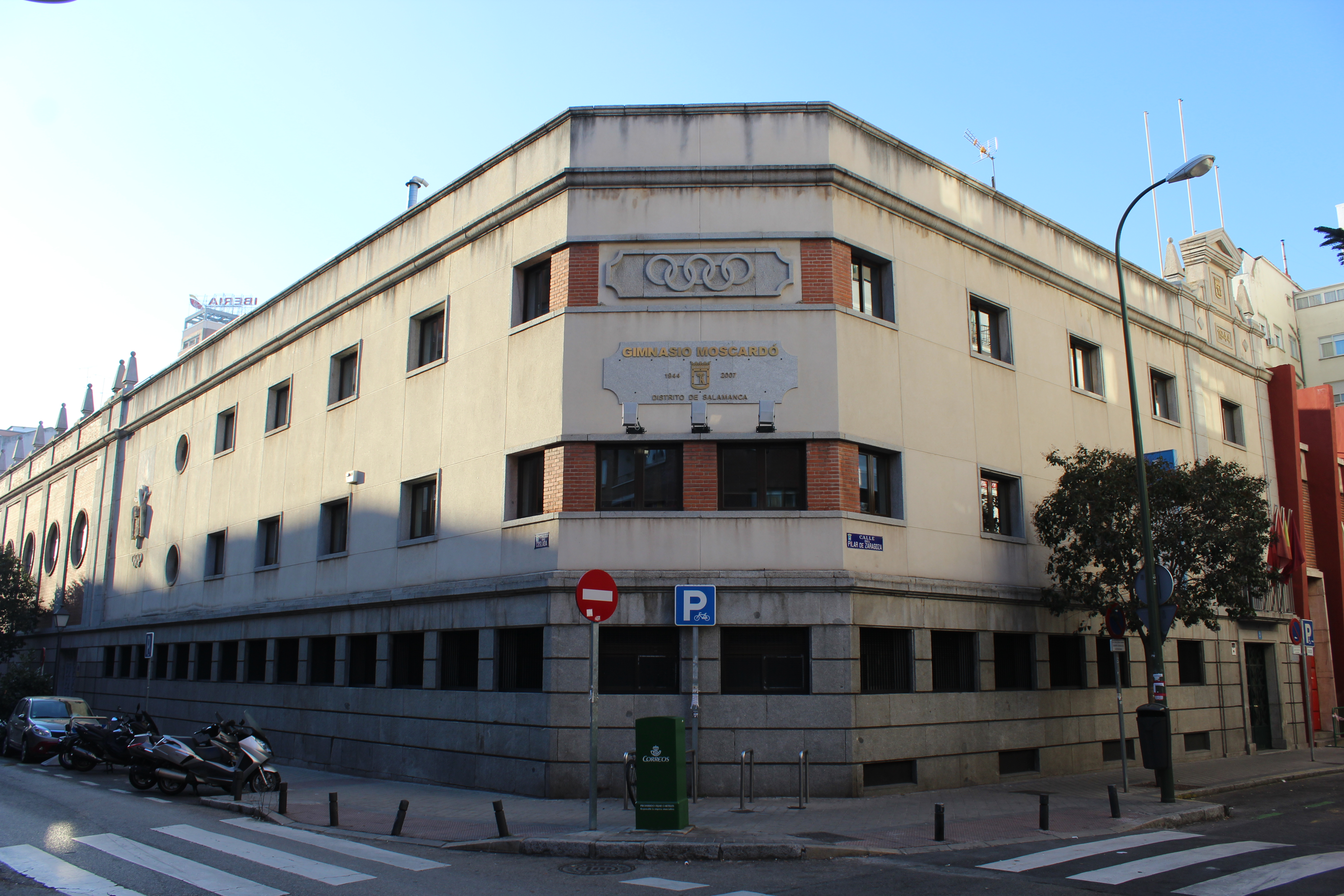
El Gimnàs Moscardón, al districte de Salamanca (Madrid), va ser el lloc d'entrenament de la selecció nacional de gimnàstica rítmica fins al 1997
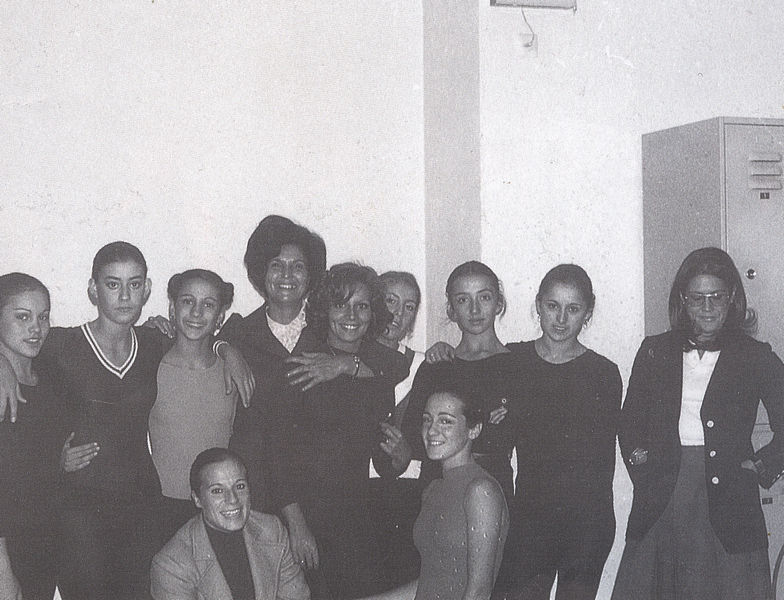
Mª Jesús (segona a l'esquerra) amb la selecció nacional (1975)
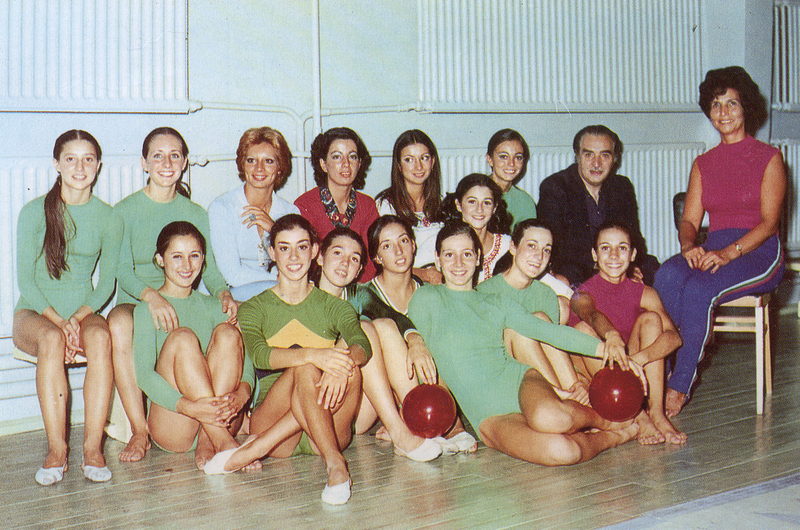
Mª Jesús (abaix, segona a l'esquerra) amb la selecció nacional (1975)

El 24 de novembre de 1975, en el Campionat del Món de Madrid, va assolir la medalla de bronze en el concurs general, sent la primera medalla internacional oficial en la història de la selecció espanyola i l'única en la general individual d'un Mundial fins a la data. Posteriorment també va obtenir el bronze tant en cèrcol com en pilota, i la plata en maces. Les altres representants espanyoles al Mundial van ser Begoña Blasco, Àfrica Blesa i el conjunt espanyol. Encara que l'inici de la competició estava inicialment previst per al 20 de novembre, va haver de ser retardat a causa de la mort de Francisco Franco. Alegre tenia llavors 17 anys.
Després d'aquesta fita, el 1976 va rebre nombrosos premis, com el Trofeu Sunbeam a la 2a millor esportista espanyola per El Mundo Deportivo, i el Trofeu Joaquín Blume a la millor esportista espanyola menor de 22 anys en els Premis Nacionals de l'Esport, el qual va rebre de mans del rei Joan Carles I. En una Copa d'Europa no oficial disputada a Viena a l'abril de 1976 on van acudir les individuals de la selecció, va ser 9a. Al maig va tornar a acudir amb la resta d'individuals a la Copa Stoudenska Tribouna de Sofia, on va quedar 18a. Durant el torneig va patir una lesió. Aquest any va participar amb les seves companyes en una exhibició a l'obertura dels Jocs Olímpics d'Estiu de 1976.
Mª Jesús Alegre va ser a més campiona d'Espanya absoluta els anys 1976 i 1977 en sengles campionats celebrats a Madrid i Gijón respectivament, portant a més en aquest últim l'or en tots els aparells. Al maig de 1977 va tornar a la Copa Stoudenska Tribouna de Sofia, on va ser 7a a la general, bronze en cinta, 5a en pilota, 6a en cèrcol i 7a en corda. A l'octubre 1977 va participar en el Campionat del Món de Basilea, on va obtenir el 19è lloc a la general individual. A més, en aquest mateix campionat va participar com a integrant del conjunt espanyol, sent 7a amb el mateix.
Al maig de 1978 va disputar junt amb Susana Mendizábal el Torneig Internacional de Corbeil-Essonnes, on va ser 5a a la general, 4a en cinta, 6ª en pilota, 6a en maces, i 8a en corda.

### Retirada de la gimnàstica
Encara que tenia intenció de participar al novembre en el Campionat Europeu de gimnàstica rítmica de Madrid, al mes de vacances es va quedar embarassada i va decidir retirar-se. Després de la seva retirada es va casar aquest mateix any, 1978, amb l'atleta Florencio Oliván, posteriorment també entrenador. Alegre havia compaginat la seva carrera com a gimnasta amb estudis de Biologia. Durant un temps va treballar per a la selecció nacional, però el 1989 va ser nomenada monitora de gimnàstica rítmica a l'Ajuntament d'Aranjuez, i posteriorment va passar a ser directora de l'Escola Municipal de Gimnàstica Rítmica d'aquesta ciutat, la qual segueix dirigint en l'actualitat.
És mare de tres fills, tots ells esportistes.

## Palmarès esportiu

### Selecció espanyola
| 1975 - Campionat del Món de Madrid Bronze en concurs general Bronze en cèrcol Bronze en pilota Plata en maces 1976 - Copa d'Europa de Viena (no oficial) 9è lloc en concurs general - Copa Stoudenska Tribouna de Sofia 18è lloc en concurs general 1977 - Copa Stoudenska Tribouna de Sofia 7è lloc en concurs general Bronze en cinta 5è lloc en pilota 6è lloc en cèrcol 7è lloc en corda - Campionat del Món de Basilea 19è lloc en concurs general 1978 - Torneig Internacional de Corbeil-Essonnes 5è lloc en concurs general 4t lloc en cinta 6è lloc en pilota 6è lloc en maces 8è lloc en corda | 1977 - Campionat del Món de Basilea 7è lloc en concurs general |

## Premis, reconeixements i distincions
- Trofeu Sunbeam com 2a classificada a Millor Esportista Espanyol a la Nit de l'Esport 1975, atorgat per Mundo Deportivo (1976)[8][22]
- Trofeu Joaquín Blume al millor esportista espanyol menor de 22 anys al Premis Nacionals de l'Esport de 1975 (1976)[9][10]